# Český rozhlas
Český rozhlas (dal ceco: Radio Ceca; ČRo) è l'emittente radiofonica pubblica della Repubblica Ceca.
Essa gestisce 4 servizi radiofonici: Radiožurnál, Dvojka, Vltava e Plus.
ČRo è la più antica emittente radiofonica nell'Europa continentale e la seconda nell'intera Europa dopo la BBC.

## Storia
L'azienda nacque il 18 maggio 1923 con il nome di 'Československý rozhlas', quando da una tenda del distretto Kbely di Praga, allora capitale della Cecoslovacchia, fu trasmesso il Radiojournal.